# Halimeda melanesica
Espèce
Halimeda melanesica est une espèce d'algues vertes de la famille des Udoteaceae.